# Littoral Média
Littoral Média est une société française qui a été créée le 8 juin 2006. Société éditrice de la radio Littoral AM, Littoral Média a remplacé la structure associative qui gérait la radio depuis 2001. Les fondateurs de Littoral Média sont Stéphane Hamon et Frédéric Guyon.

## Histoire
- 18 octobre 2001 : Naissance de Littoral AM
- 8 juin 2006 : Fondation de Littoral Média

## Direction de l'entreprise
- Président : Stéphane Hamon
- Directeur Général : Frédéric Guyon